# تاما والأصدقاء
تاما والأصدقاء مسلسل أنمي أو رسوم متحركة، أنتج في اليابان في العام 1993، مكون من 32 حلقة. دبلج للعربي من قبل أستوديو الزهرة، وعرض أول مرة على التلفزيون الجزائري والتلفزيون التونسي ثم بثته قناة سبيستون.

## القصة
قصة المسلسل هي عن قطين الأول تاما والثاني مومو، ومغامراتهما مع أصدقائهما، مجموعة القطط والكلاب الأخرى.

## الممثلون
- سمر كوكش
- آمنة عمر
- هنادي السعدي
- أيمن السالك
- حنان شقير
- لورا أبو أسعد
- رأفت بازو
- زينة ظروف

## وصلات خارجية
- تاما والأصدقاء على موقع IMDb (الإنجليزية)
- تاما والأصدقاء على موقع ألو سيني (الفرنسية)
- تاما والأصدقاء على موقع قاعدة بيانات الفيلم (الإنجليزية)
- تاما والأصدقاء على موقع ANN anime (الإنجليزية)

 (بالإنجليزية)